# 岡瑟石斧脂鯉
岡瑟石斧脂鯉，為輻鰭魚綱脂鯉目脂鯉亞目脂鯉科的其中一個種。分布於南美洲聖弗朗西斯科河流域，體長可達13.4公分，棲息在底中層水域，生活習性不明。

## 扩展阅读
維基物種上的相關：岡瑟石斧脂鯉